# Nokia 6100
Nokia 6100 este un telefon tri-band care funcționează în rețelele GSM 900/1800/1900. Telefonul are dimensiunile de 102 mm x 44 mm x 13,5 mm și cântărește 76 de grame.
Nokia 6100 a fost lansat pe 4 noiembrie 2002. A fost comercializat înainte de sfârșitul anului 2002 în Europa, Africa și Asia Pacific și în primul trimestru al anului 2003 în America.

## Descriere
Ecranul are diagonala de 1,5 inchi cu rezoluția de 128 x 128 pixeli și suportă până la 4096 de culori.
Telefonul dispune de conectivitate la internet prin GPRS, un port infraroșu, calendar încorporat și tonuri de apel polifonice. Nu dispune de aparat de fotografiat.
Telefonul acceptă Java 2 Micro Edition (J2ME) bazat pe Mobile Information Device Profile 1.0 (MIDP 1.0) care permite dezvoltatorilor să creeze aplicații pentru dispozitive mobile. Aplicațiile Java preinstalate cuprind un convertor (pentru valută, temperatură, greutate și alte măsuri), un worldclock și jocuri Java. Utilizatorii pot elimina aplicațiile preinstalate și le pot înlocui cu alte aplicații.
Are o aplicație portofel mobil care permite utilizatorilor să efectueze tranzacții online sigure prin WAP. Modulul de securitate Wireless Identity Module (WIM) permite utilizatorilor să semneze digital tranzacțiile lor și dispune de Wireless Public Key Infrastructure (WPKI).
Conform producătorului, bateria are un timp de convorbire de până la 6 ore și timpul de stand-by este de până la 320 de ore.